# Poetismo
Poetismo (Poetismus en checo) es un movimiento artístico creado en Checoslovaquia que nunca cruzó las fronteras del país y por eso lo podemos considerar como un movimiento vanguardista exclusivo checo. Fue fundado alrededor del aňo 1923 por dos escritores checos Vítěslav Nezval y Karel Tiege. El poetismo no pretendía ser solamente un movimiento artístico, sino que tuvo la ambición de convertirse en una forma de ver la vida. Es decir pretendía que la vida fuera poema vivo. Unos de los  principales objetivos del poetismo fueron la creatividad, la imaginación y el optimismo.

## Características
Como el poetismo pertenecía a la literatura vanguardista, rechazó las convenciones literarias y buscaba por suprimir nuevas maneras de expresarse. La pasión revoltosa y la espontaneidad jugaban un papel clave. Los autores escribían sobre temas positivos como sentimientos de felicidad y placer, los sentimientos eran muy importantes. El poetismo fue apolítico – no creía que la poesía perteneciera a unos recursos políticos. Según el poetismo el objetivo principal de un poema fue ser poema (las partes intelectuales y tendenciosas fueron consideradas como inútiles) y ser juego de fantasía. 
En sus obras los poetistas usaban el principio de asociaciones y espontaneidad (inspirados por obras de G. Apollinaire traducidas al checo por Karel Čapek). En este aspecto, el poetismo tuvo mucho en común con el surrealismo que estaba brotando en aquellos días. Sin embargo, los autores todavía no lo conocían y su manifiesto fue escrito después del de movimiento checo.
En cuanto a los temas, el poetismo se inspiró en el avance tecnológico, la metrópoli, el exotismo o los viajes. También buscaba los temas en el ambiente circense, comedias silentes o en el jazz.
La poesía del poetismo (aunque sin puntuación) usaba la rima que fue considerada no como decoración, sino como un elemento estructural de la obra. Otro recurso poético muy importante fue el uso de la asonancia. Esta figura retórica basada en la concordancia de las vocales sin tomar en cuenta las consonantes, servía muy bien para conectar varias asociaciones. Ambos de estos recursos fueron considerados como unión entre la mente del escritor y su imaginación. Utilizando estas formas, el poetismo difiere del surrealismo. Este último proclama que la rima y la asonancia limitan la fantasía del poeta.

## Historia
Los raíces del poetismo pueden encontrarse en la poesía proletaria, fue creado por un grupo vanguardista checo, llamado Devětsil. Y aunque el término poetismo apareció en el aňo 1924, como fecha de su nacimiento suele presentarse el aňo 1923. 
Los prólogos para las antologías de Jaroslav Seifert Město v slzách (1921) y Samá láska (1923), escritos por Vladislav Vančura y Karel Teige, seňalaron un avance del pensamiento en el grupo Devětsil, ante todo, el segundo prólogo de Karel Teige, donde se escribe que la cultura checa debería adoptar movimientos extranjeros y que ella misma debería presentarse a otras naciones. Y así los poetas del grupo empezaron a escribir de otra manera.
Entre los primeros manifiestos de este movimiento podemos considerar los artículos Poetismus (1924) de Karel Teige y Papoušek na motocyklu (1924) escrito por Vítěslav Nezval. Ambos textos fueron publicados en la revista checa Host. Pero hay que mencionar que las primeras ideas sobre el poetismo habían sido escritas antes de dichos manifiestos, por ejemplo en el texto artístico Depeše na kolečkách (1922) de Vítěslav Nezval. 
En el segundo manifiesto escrito por V. Nezval y K. Teige (1928), los autores ya no aportan nuevas inspiraciones literarias, solamente resumían sus experiencias.
Al final de los aňos veinte los autores empezaron a escribir obras surrealistas y la era del poetismo terminó. El último manifiesto del poetismo fue escrito por V. Nezval en 1930.

## Literatura
- Víteslav Nezval
- Konstantin Biebl
- Karel Teige
- Jaroslav Seifert
- Vladislav Vančura

## Artes visuales
- Jindřich Štýrský
- Toyen
- František Muzika

## Teatro
Jiří Voskovec y Jan Werich (en sus primeras obras cómo Vest Pocket revue (1927) )
- Datos: Q1382662